# Estación de Brig
La estación de Brig es la principal estación ferroviaria de la comuna suiza de Brig, en el Cantón del Valais.

## Historia
La estación de Brig fue inaugurada en 1906, cuando se produce la apertura de la línea que comunica a Brig con Sion, Lausana y Ginebra, así como la inauguración del Túnel de Simplon, que permite la unión de Brig con Iselle, ya en Italia y Domodossola, donde llegaba la línea procedente de Milán.
A partir de 1913, se sumó a la estación la línea hacia Berna, gracias a la finalización del Túnel del Lótschberg. A partir de 2007 se han mejorado los tiempos de viaje en este corredor debido a la inauguración del nuevo Túnel de base de Lötschberg.
Estas tres líneas citadas usan el ancho de vía estándar (1435 mm), pero además, a la estación de Brig también llegan otras dos líneas ferroviarias más, pero éstas usan el ancho métrico (1000 mm). Una es la denominada Brig - Visp - Zermatt - Bahn (BVZ), que tiene como destino Zermatt, y la otra es la Furka Oberalp Bahn (FO) que une con Andermatt, donde un ramal se separa hacia Göschenen y otro hasta Disentis. Ambas líneas son operadas por Matterhorn Gotthard Bahn (MGB).

## Servicios Ferroviarios

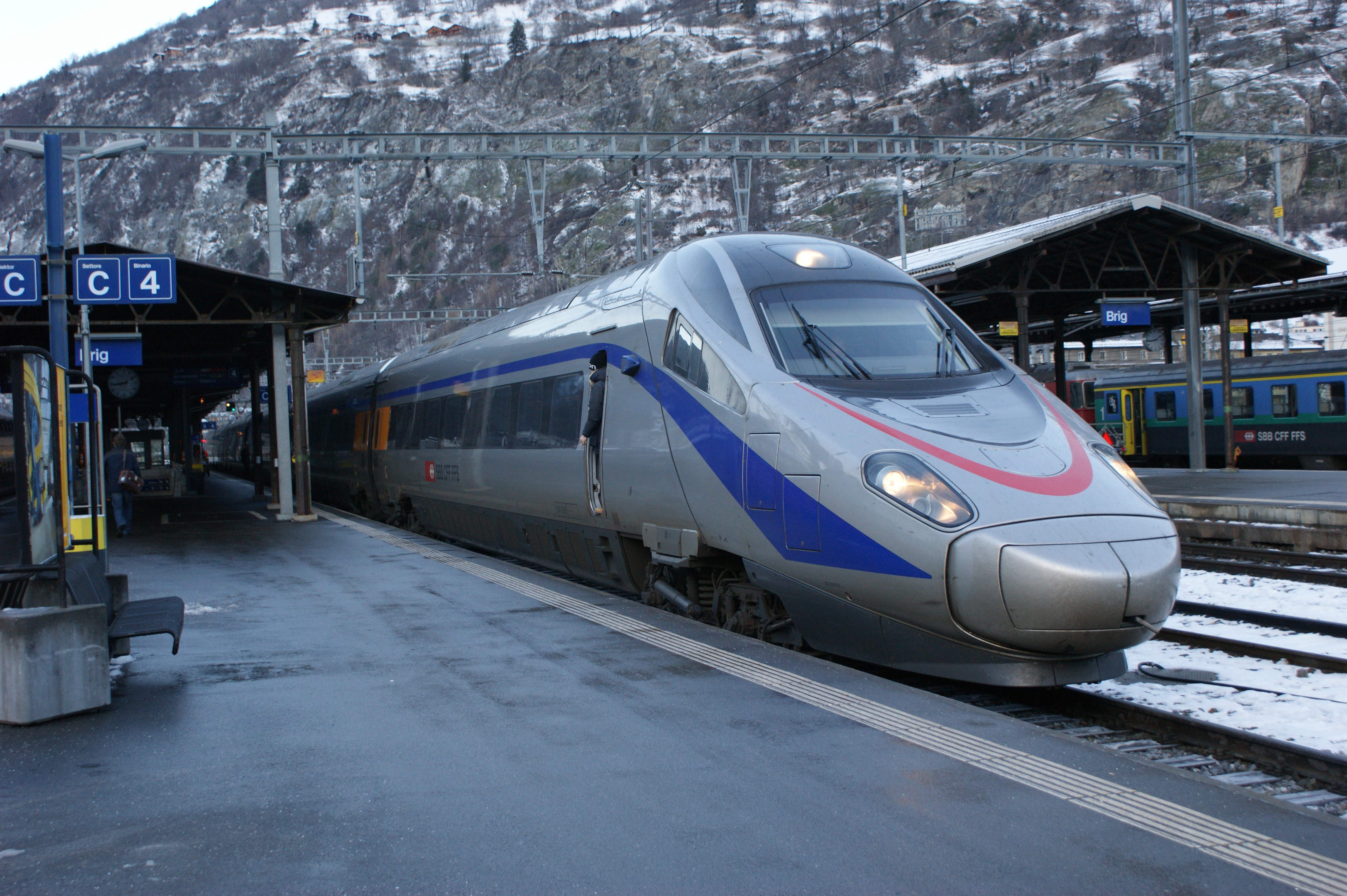
ETR 610 en la estación de Brig

Desde la estación de Brig operan SBB-CFF-FFS, BLS y MGB:

### SBB-CFF-FFS
Los SBB-CFF-FFS ofrecen mediante sus diferentes tipos de trenes, una gran variedad de destinos, ya sea regionales en el Valle del Ródano, nacionales, e internacionales:
- TGV París-Lyon - Lausana - Montreux  - Aigle - Martigny - Sion - Sierre - Leuk - Visp - Brig. Este servicio sólo se opera en temporada invernal, para facilitar a los franceses el acceso a los Alpes Suizos.
- EC Basilea SBB - Olten - Berna  - Thun - Spiez - Visp - Brig - Domodossola - Stresa - Milán. Este servicio se realiza tres veces al día por sentido.
- EC Ginebra-Aeropuerto - Ginebra-Cornavin - Lausana - Montreux - Sion - Brig - Milán. Se presta varias veces al día por sentido.
- IC Romanshorn - Amriswil - Sulgen - Weinfelden - Frauenfeld - Winterthur - Zúrich Aeropuerto - Zúrich - Berna - Thun - Spiez - Visp - Brig..
- IC Basilea SBB - Olten - Berna  - Thun - Spiez - Visp - Brig (- Domodossola).
- IR Ginebra-Aeropuerto - Ginebra-Cornavin - Nyon - Morges - Lausana - Vevey - Montreux - Aigle - Bex - San Mauricio - Martigny - Sion - Sierre - Leuk - Visp - Brig. Tiene una frecuencia de un tren cada media hora aproximadamente por dirección. Algunos trenes son prolongados hasta la estación italiana de Domodossola.

### BLS
La operadora BLS (Berna - Lötschberg - Simplon) es la compañía que presta un servicio regional y de mayor proximidad en la línea del Lötschberg.
- RE Brig - Frutigen - Spiez - Thun - Berna. Este servicio RegioExpress tiene un tren cada hora y por cada dirección, y es denominado RegioExpress Lötschberg porque para salvar el paso del Lötschberg utiliza el trazado antiguo, usado hasta 2007 por todos los trenes que se dirigían hacia Brig desde Berna/Thun, pero al abrirse el túnel de base homónimo y reducirse los tiempos de viaje, los trenes dejaron de circular por el trazado original. Este tren sirve a todas las estaciones del tramo Brig - Spiez, circulando como semidirecto desde esta última hasta Berna. Es la única comunicación ferroviaria que cuentan los pueblos del trazado clásico del Lötschberg.

### MGB
Matterhorn Gotthard Bahn presta diferentes tipos de servicios ferroviarios por las líneas de BVZ y FO, pero sin duda, el más importante y prestigioso es el mundialmente conocido Glacier Express que pasa diariamente por la estación de Brig.
Además de este reconocido servicio, también parten de la estación de Brig trenes regionales que tienen como destino la localidad turística de Zermatt, o bien cuyo destino es la estación de Göschenen, en el Paso del Gotardo.
- R Visp - Brig - Göschenen.
- R Brig - Visp - Zermatt.